# Doxander
Genre
Synonymes
- Strombus (Doxander) Wenz, 1940[1]

Doxander est un genre de mollusques gastéropodes de la famille des Strombidae.

## Systématique
Le genre Doxander a été créé en 1940 par le zoologiste allemand Wilhelm August Wenz (d) (1886-1945).

## Liste des espèces
Selon World Register of Marine Species (21 juillet 2021) :
- Doxander campbelli (Griffith & Pidgeon, 1834)
- Doxander entropi (Man in 't Veld & Visser, 1993)
- Doxander japonicus (Reeve, 1851)
- Doxander operosus (Röding, 1798)
- Doxander vittatus (Linnaeus, 1758)

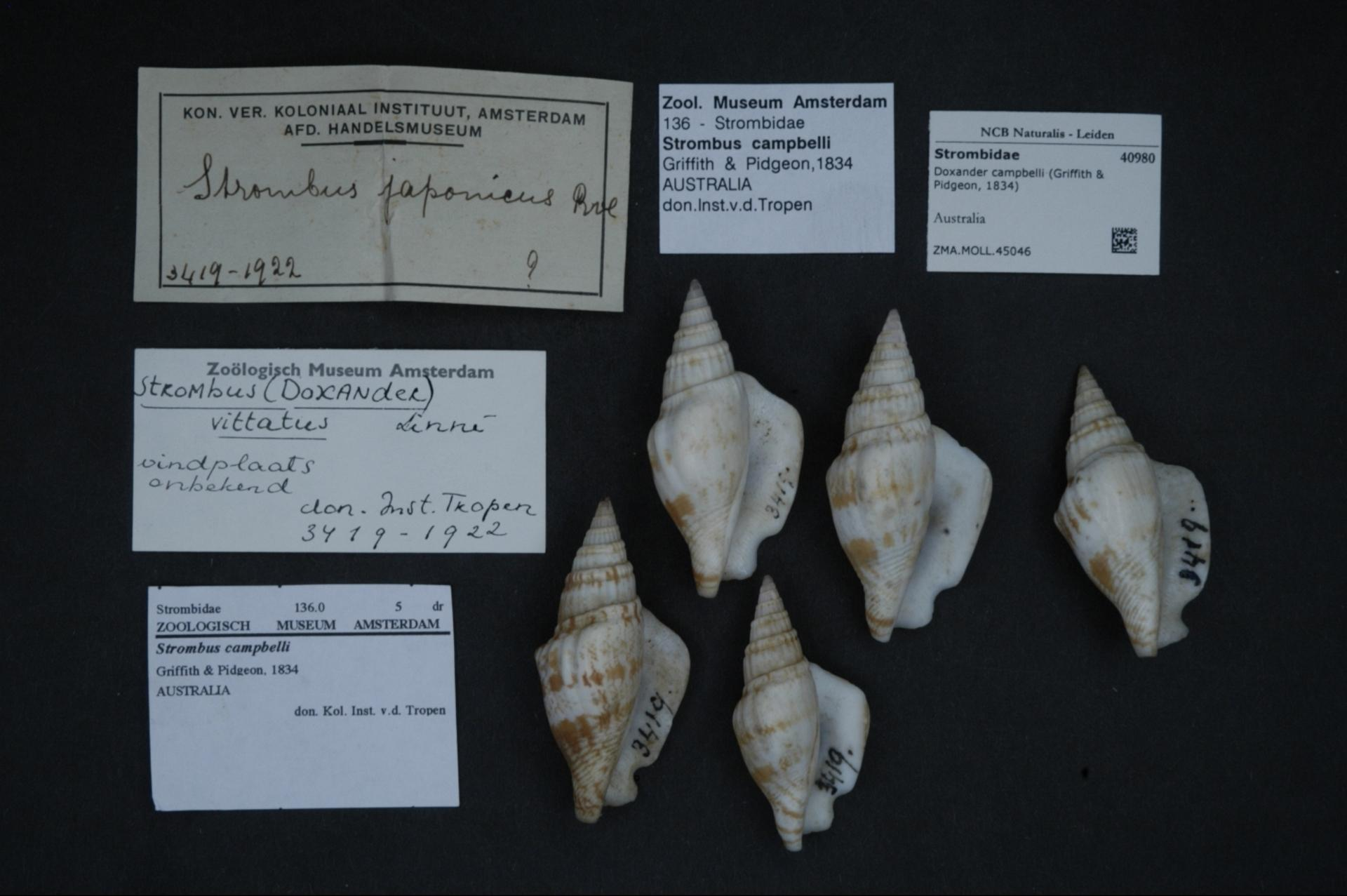
Doxander campbelli.
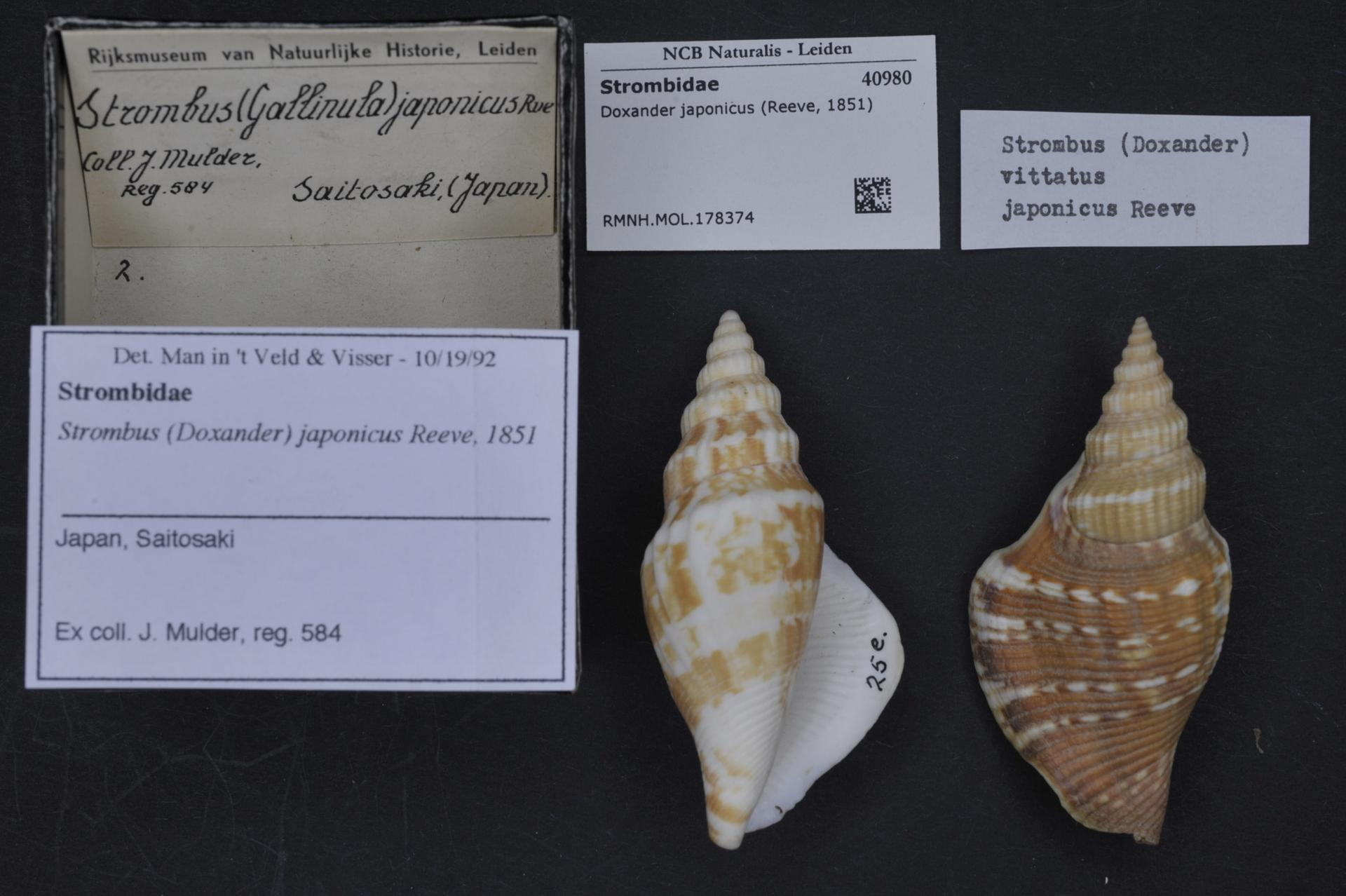
Doxander japonicus.
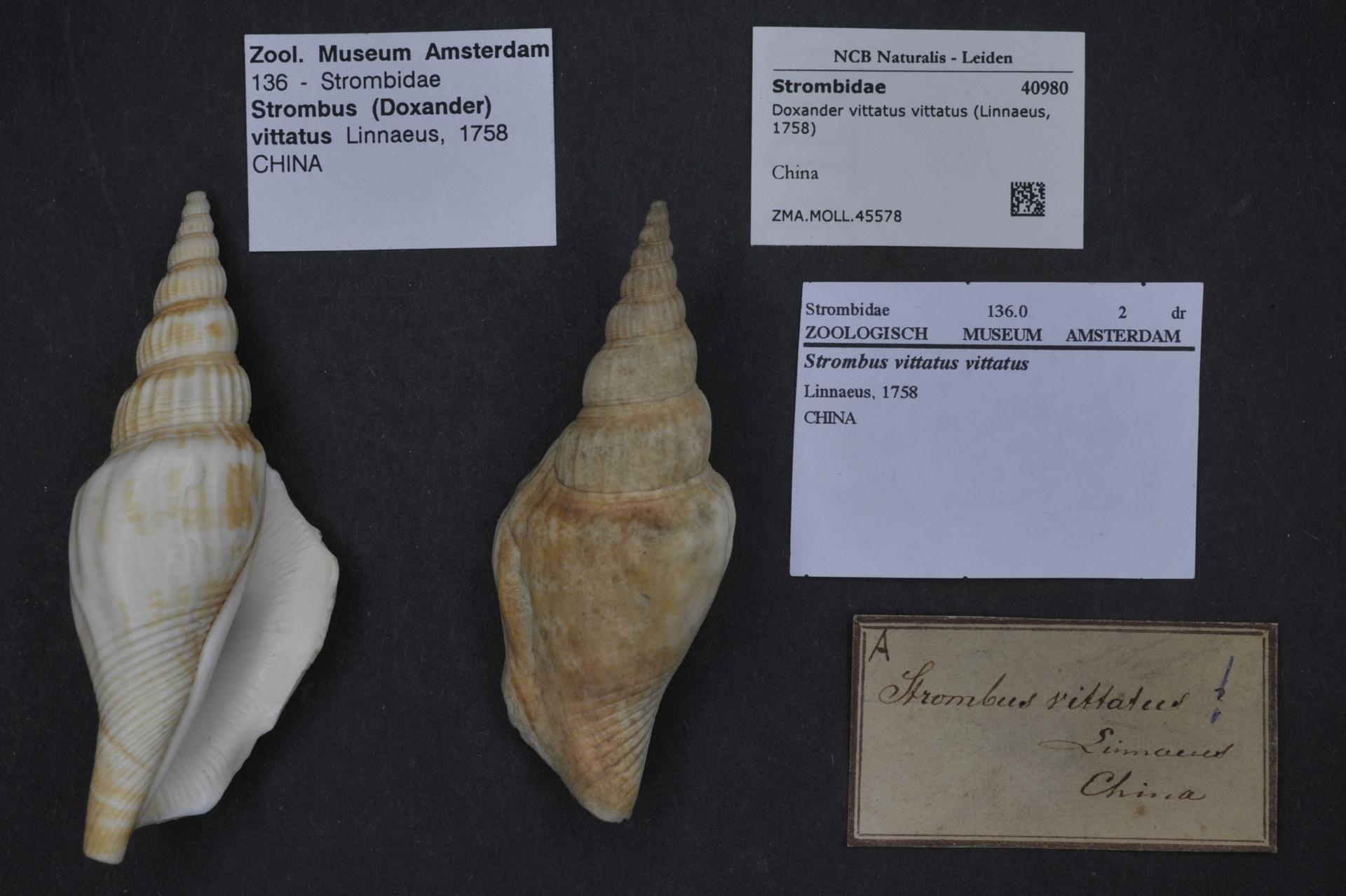
Doxander vittatus.